# ホームスクール (タイのテレビドラマ)
『ホームスクール』(タイ語: Home School นักเรียนต้องขัง) は、2023年に放送されたタイのテレビドラマシリーズで、GMMTVとしては初めてPrime Videoでリリースする作品として制作された。
カニタ・クワンユーが監督し、GMMTVがNar-ra-torと共に制作している。2021年12月1日に開催された「GMMTV 2022 Borderless」イベント内にてGMMTVによって紹介された2022年の22のドラマプロジェクトのうちの１つだったが、2023年まで延期された。 2023年6月28日からGMM 25で毎週水曜日と木曜日の 20:30 (ICT)に放送された。
ベトナムではVieONとTV360がライセンスを取得し、タイと並行して2023年6月9日から毎週金曜日に放送した。

## あらすじ
これは「ホームスクール」と呼ばれる森の奥深くにある不思議な学校についての物語である。そこに通う生徒たちの「家」とも言われるホームスクールには、不思議な指導法が数多く存在する。例えば、ここに入学するには生徒ではなく、生徒の親が入学試験に合格しなければならない。そんなホームスクールに入学した生徒たちはそれぞれに皆問題を抱えていた。そして入学後、生徒たちは学校に対して疑念を持ちはじめ、やがてその秘密を知るようになる。

## キャストとキャラクター

### 主演
- アーミン校長：ノッポン・ゴーマラチューン
- ヘッドマスター・ヤニ：シリーニャ・ビショップ (シンディ)
- ラン：アタパン・プーンサワット (ガン)
- マスター・プラサー：チャラド・ナ・ソンクラ
- マキ(リン)：ラチャーナン・マハーワン (フィルム)
- ティベット：ヒランクリット・チャンカム (ナニ)
- ナイ：ジラワット・スティワニッチャサック (デュー)
- ホワイト：ラミダー・ジーラノラパット (ジェーン)
- ペンヌン：ワチラウィット・ルーアンウィワット (チモン)
- ヒューゴ：ケイ・ラットシティチャイ
- ジンジャイ：ジュタピッチ・インチャン (ジェミー)
- プレーン：パッタラーニット・リンパティッヤーコーン (ラブ)
- メーク：チャヤポン・ジュターマー (エージェー)
- モーク：チャヤコーン・ジュターマー (ジェージェー)
- フジ：ベンヤーパー・ジーンプラソーム (ヴィウ)
- ビウ：スリーヤレート・ヤカレー (プリッキン)
- ジーン：タナタット・タンジャラーラック (インディー)

### 助演
- マスター・ディラック：ナッタリンポーン・プロムミン (イン)
- マスター・プラポーン：チョティロス・ケウピニット (ソビー)
- マスター・チャンプ：プロンフィリヤ・トンプッタラック (パーペン)
- ポバン先生：セクサン・スティチャン (デュー)

### ゲスト出演
- バード(ビウの父)：Chalee Immak
- ポー(メークとモークの父)：Kittipol Kesmanee (Pu)
- メーター(ナイの父)：Surasak Chaiat (Nu)
- マナ(フジの父)：Sornchai Chatwiriyachai (Chua)
- Sunitra(プレーンの母)：Suchada Poonpattanasuk (Hong)
- ソー：Maniyanan Limsawat
- ビビアン(ティベットの母)：Naruemon Phongsupap (Koy)
- ソンヨット(ジーンの父)：Krisada Phatcharapiphat (Ya)
- Jinda(ペンヌンの母)：Natthaphichamon Singkharawat (Yongyi)
- ボディン(ランとマキの養父)：サンティ・サンティウェーチャクン (ゲーム)
- ボディン(青年期)：ハリット・チーワカルン (シング)
- マスター・プッ(ティベットの父)：Sukol Sasijulaka (Jome)
- マキ(幼少期)：Machida Sutthikulphanich (Maki)
- アーミン(青年期)：アーチェン・アイドゥン (ジュン)
- ピンヤー：プローイションプー・スパサップ (ジャン)

### カメオ出演
- ゼロ：タナワット・ラッタナキットパイサーン（カオタン）

## エピソード
| 話数 | タイトル                         | 放送日                                             |
| ---- | -------------------------------- | -------------------------------------------------- |
| 1    | Term Begins (新学期)             | 2023年6月9日(Prime Video) 2023年6月28日(GMM 25)    |
| 2    | Duck (アヒル)                    | 2023年6月9日(Prime Video) 2023年6月29日(GMM 25)    |
| 3    | Punishment (罰)                  | 2023年6月16日(Prime Video) 2023年7月5日(GMM 25)    |
| 4    | Liar (嘘つき)                    | 2023年6月16日(Prime Video) 2023年7月6日(GMM 25)    |
| 5    | Exam (試験)                      | 2023年6月23日(Prime Video) 2023年7月12日(GMM 25)   |
| 6    | The Question (問題)              | 2023年6月23日(Prime Video) 2023年7月13日(GMM 25)   |
| 7    | The Rules (規則)                 | 2023年6月30日(Prime Video) 2023年7月19日(GMM 25)   |
| 8    | Lizard (トカゲ)                  | 2023年6月30日(Prime Video) 2023年7月20日(GMM 25)   |
| 9    | Cruel (残酷)                     | 2023年7月7日(Prime Video) 2023年7月26日(GMM 25)    |
| 10   | Family (家族)                    | 2023年7月7日(Prime Video) 2023年7月27日(GMM 25)    |
| 11   | Masters (マスター達)             | 2023年7月14日(Prime Video) 2023年8月2日(GMM 25)    |
| 12   | Cure (治療)                      | 2023年7月14日(Prime Video) 2023年8月3日(GMM 25)    |
| 13   | The Past (過去)                  | 2023年7月21日(Prime Video) 2023年8月9日(GMM 25)    |
| 14   | Run (ラン)                       | 2023年7月21日(Prime Video) 2023年月8月10日(GMM 25) |
| 15   | Truth (真実)                     | 2023年7月28日(Prime Video) 2023年8月16日(GMM 25)   |
| 16   | Monster (怪物)                   | 2023年7月28日(Prime Video) 2023年8月17日(GMM 25)   |
| 17   | Project R (プロジェクト・アール) | 2023年8月4日(Prime Video) 2023年8月23日(GMM 25)    |
| 18   | Home (家)                        | 2023年8月4日(Prime Video) 2023年8月24日(GMM 25)    |

## 制作
当初チャニカン・タンカボディー (プリム)がキャスティングされていたが、2022年12月10日にGMMTVのスケジュール調整の結果、ベンヤーパー・ジーンプラソーム (ヴィウ)に変更された。